# Joe Klopfenstein
Joe Klopfenstein (9 de noviembre de 1983 en Denver, Colorado) es un jugador de fútbol americano que milita en las filas de los St. Louis Rams en la posición de tight end (TE).
Antes de ser elegido por este equipo en el Draft del año 2006, jugó para los Colorado Buffaloes en Boulder. Asimismo, fue jugador estrella en el instituto, Grandview High School de Aurora, Colorado, donde cosechó importantes éxitos.
- Datos: Q5639238